# Веселе (Хлібодарівська сільська громада)
Весе́ле — село Хлібодарівської сільської громади Волноваського району Донецької області України.

## Загальні відомості
Відстань до райцентру становить близько 19 км і проходить автошляхом місцевого значення. Двічі на день проходить автобус із Маріуполя.

## Населення

### Мова
Розподіл населення за рідною мовою за даними перепису 2001 року:
| Мова       | Кількість | Відсоток |
| ---------- | --------- | -------- |
| українська | 252       | 61.02%   |
| російська  | 161       | 38.98%   |
| Усього     | 413       | 100%     |

За даними перепису 2001 року населення села становило 413 осіб, із них 61,02 % зазначили рідною мову українську та 38,98 % — російську.